# 10. skupina
Mezi prvky 10. skupiny periodické tabulky prvků patří nikl (Ni), palladium (Pd), platina (Pt) a darmstadtium (Ds). Elektronová konfigurace valenční elektronové slupky je ns2 (n-1)d8.
Nikl, platina a palladium jsou stříbřitě bílé přechodné kovy. Jsou tvrdé, mají vysoký lesk a jsou vysoce tažné. Mají vysoké teploty tání a varu. Jsou proto žáruvzdorné. Lze je také snadno získat v práškové formě. Darmstadtium je radioaktivní s krátkým poločasem rozpadu a není známo, že by se vyskytovalo v přírodě. V laboratořích bylo syntetizováno pouze nepatrné množství.
Kovy této skupiny se používají pro dekorativní účely (například šperky), pro galvanické pokovování nebo jako katalyzátory v různých chemických reakcích. Používají se na elektrické součástky, neboť změna elektrického odporu je s navyšující se teplotou lineární. Ve slitinách s jinými kovy se využívají jako supravodiče.

## Vlastnosti
| Atomové číslo | Prvek     | Fyzická forma   | Hustota (g/cm3) | Teplota tání (°C) | Teplota varu (°C) |
| ------------- | --------- | --------------- | --------------- | ----------------- | ----------------- |
| 28            | nikl      | bílý kov        | 8,90            | 1455              | 2913              |
| 46            | palladium | stříbrobílý kov | 12,0            | 1554,8            | 2963              |
| 78            | platina   | stříbrošedý kov | 21,5            | 1768,2            | 3825              |

## Etymologie
- Nikl - chemická značka Ni, latinsky niccolum. Nikl je pojmenován podle rudy nikelinu, ve které byl objeven. V hornické mluvě bylo slovo nikl hanlivým výrazem pro rudu, ve které horníci očekávali měď, ale ta ji odmítala vydat.
- Palladium - chemická značka Pd, latinsky palladium. Palladium bylo pojmenováno po současně objeveném asteroidu 2 Pallas.
- Platina - chemická značka Pt, latinsky platinum. Její název pochází ze španělského platina, zdrobněliny od plata, což španělsky znamená stříbro.
- Darmstadtium - chemická značka Ds, latinsky darmstadtium. Prvek byl pojmenován podle německého města Darmstadtu, kde byl poprvé uměle syntetizován.

## Historie objevů

### Nikl

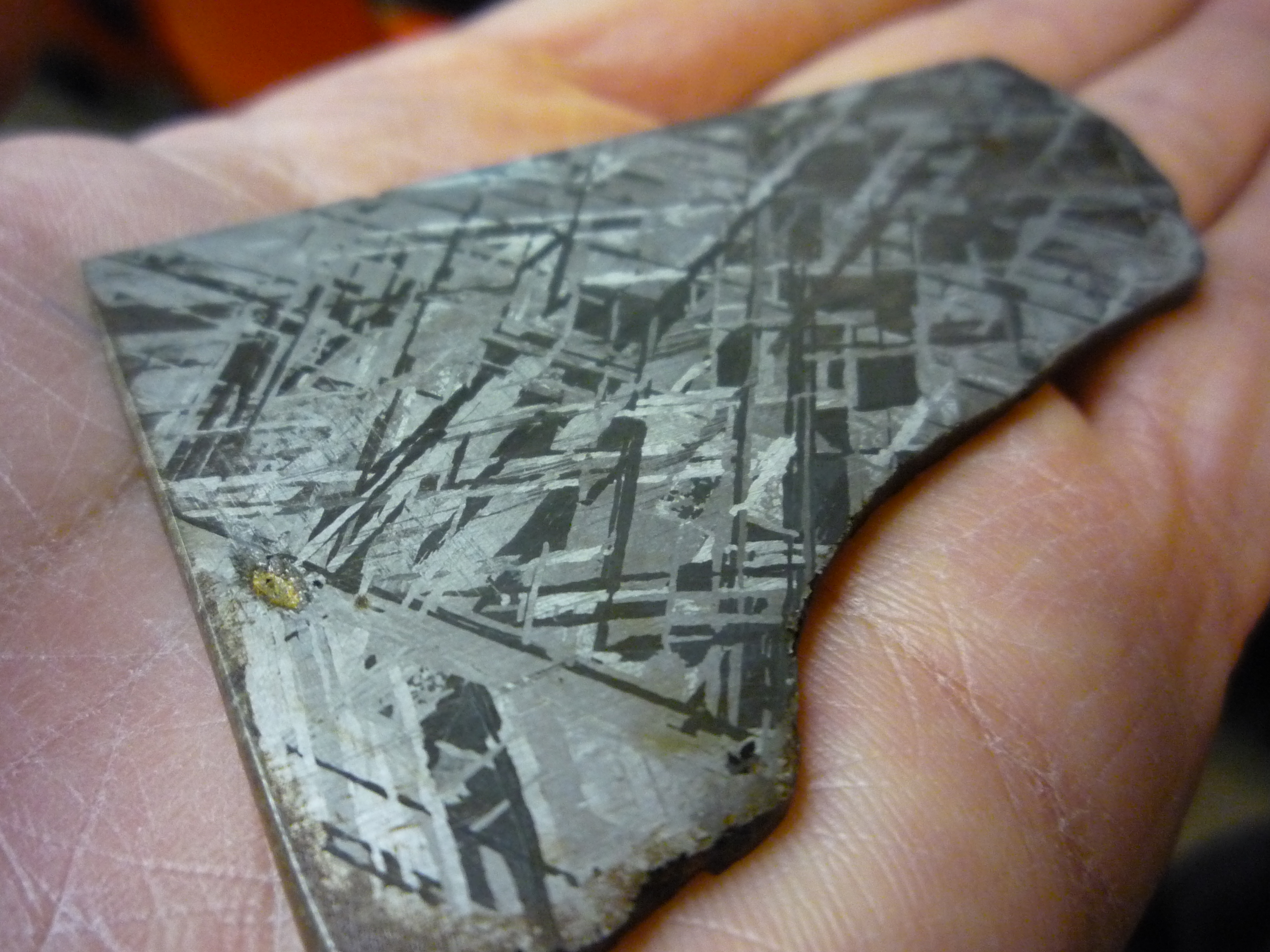
Widmanstättenův vzor znázorňující dvě formy niklu a železa v meteoritu

Využívání niklu bylo prokázáno už kolem roku 3500 př. n. l. Existují důkazy, že ve starověku pocházel nikl především z meteorického železa. Důkazem je například sumerský název pro železo an-bar (česky oheň z nebe) nebo chetitské texty, které popisují nebeský původ železa a pravděpodobně i niklu.
Nikl byl například objeven v dýce z roku 3100 př. n. l., v egyptských železných korálcích, bronzovém výstružníku nalezeném v Sýrii z let 3500–3100 př. n. l. Jeho slitiny s mědí byly objeveny v mincích ražených v Baktrii v oblasti dnešního Afghánistánu, ve zbraních a nádobách poblíž řeky Senegal a jako zemědělské nástroje používané Mexičany v 17. století.
V roce 1751 německý chemik Axelem Frederikem Cronstedtem při pokusech o izolaci mědi z rudy nikelin izoloval nový kov. Roku 1775 Torbern Bergman připravil nikl téměř v čistém stavu, popsal jeho vlastnosti a jeho podobnost se železem. V roce 1804 německý chemik Jeremiáš Benjamin Richter určil fyzikální vlastnosti niklu pomocí čistšího vzorku a popsal kov jako tažný a pevný s vysokou teplotou tání. V roce 1889 byla popsána pevnost slitin niklu a oceli. Od té doby se niklové oceli dočkaly širokého využití pro vojenské účely. Během 20. století se začaly využívat především jako součást slitin odolných proti korozi a teplu.

### Palladium

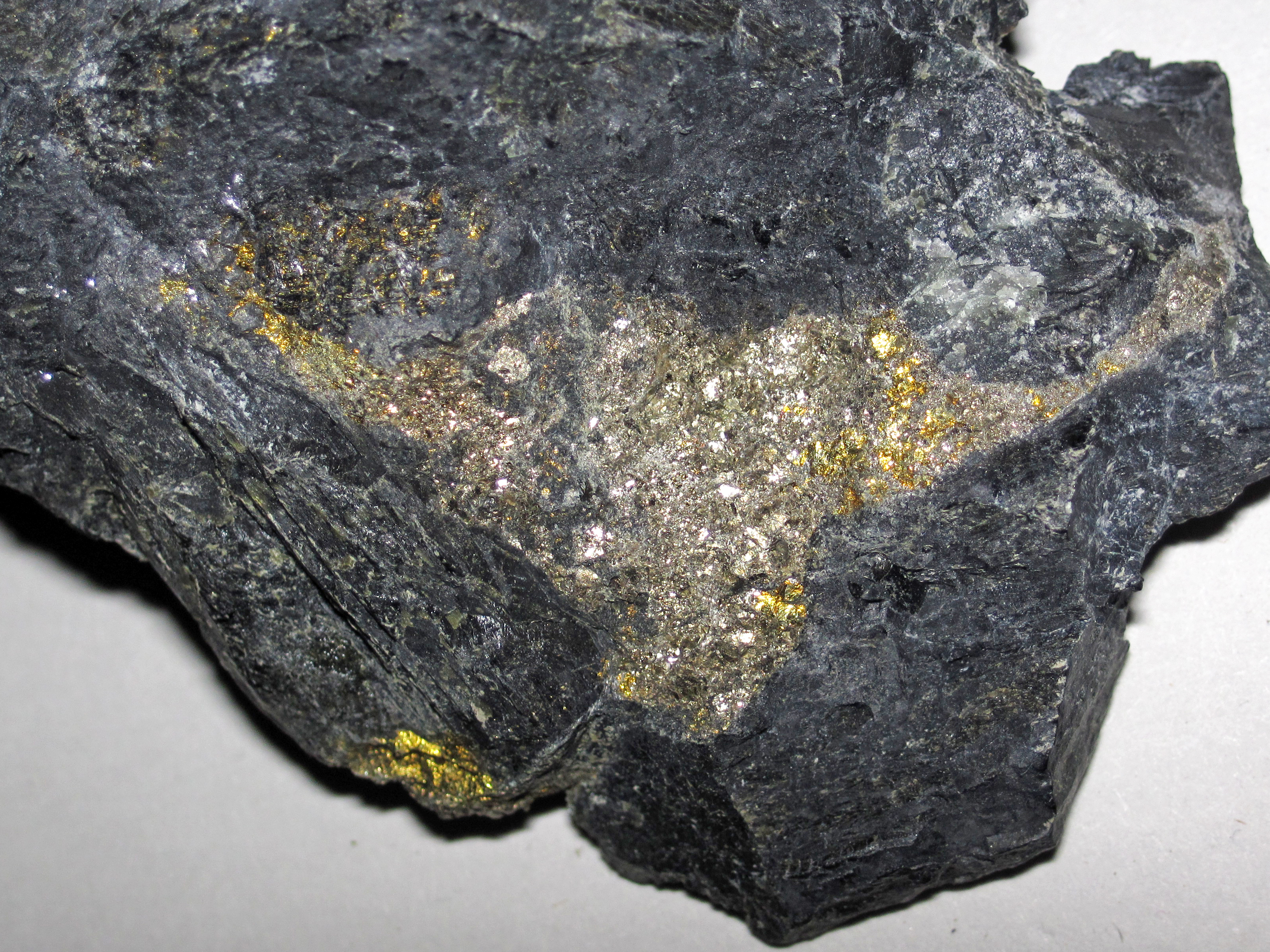
Ruda se zrnky platiny a palladia

V roce 1803 izoloval palladium anglický lékař William Hyde Wollaston, když pracoval na rafinaci platinových kovů. Palladium bylo ve zbytku, který zůstal po vysrážení platiny z roztoku lučavky královské (kyseliny chlorovodíkové a kyseliny dusičné). Wollaston tento zbytek identifikoval jako nový prvek a pojmenoval jej po nedávno objeveném asteroidu 2 Pallas. Anonymně prodal malé vzorky tohoto kovu do obchodu, který jej inzeroval jako nový ušlechtilý kov s názvem palladium nebo nové stříbro. To vyvolalo pochybnosti o jeho čistotě, zdroji a identitě jeho objevitele. V roce 1805 Wollaston tyto pochybnosti vyvrátil, když vystoupil v britské Královské společnosti a přečetl svůj článek o objevu palladia.

### Platina

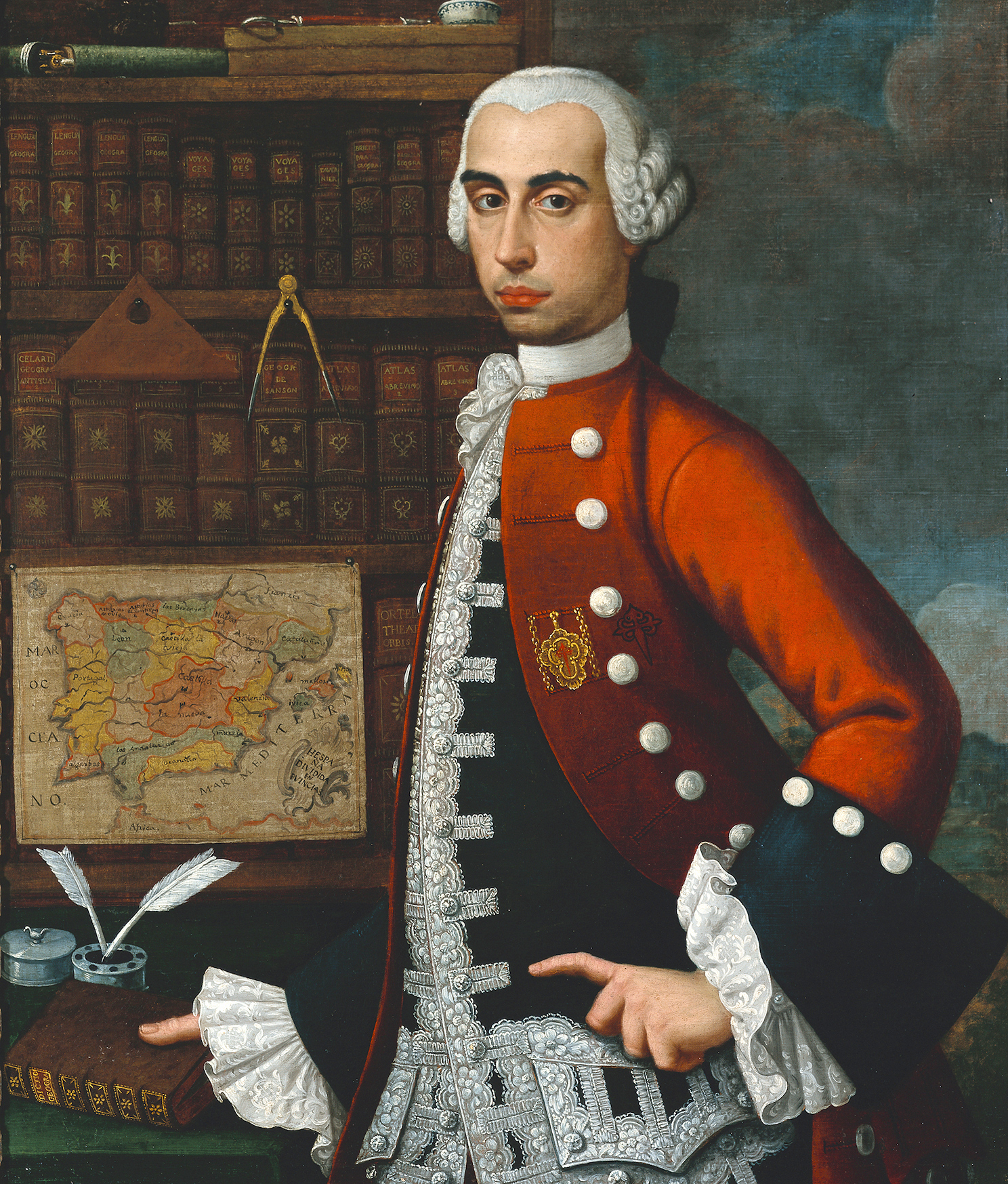
Antonio de Ulloa

Ještě před svým objevem byla platina používána ve špercích domorodými Ekvádorci z provincie Esmeraldas. Spékali ji se zlatem, aby vytvořili malé cetky (například prsteny, náušnice a další ozdoby). Kov nalézali v říčních ložiscích v malých zrnech smíchaných se zlatem.
První zprávu o platině napsal španělský matematik, astronom a námořní důstojník Antonio de Ulloa, který během francouzské expedice v roce 1736 pozoroval malé množství stříbra (byla to však platina) ve zlatých dolech v Ekvádoru. Charles Wood, zabývající se především železem a jeho zpracováním, přivezl v roce 1741 do Anglie vzorky tohoto kovu a zkoumal jeho vlastnosti. Zájem o kov vzrostl poté, co byly Woodovy objevy předneseny v britské Královské společnosti.
Švédský vědec Henrik Teofilus Scheffer, který se začal také zajímat o tento nový kov, jej v roce 1751 označil jako bílé zlato a sedmý kov. Uvedl jeho vysokou odolnost, vysokou hustotu a dobrou tavitelnost při smíchání s mědí nebo arsenem.
Koncem 18. století Pierre-François Chabaneau a William Hyde Wollaston vyvinuli techniku práškové metalurgie k výrobě kujné platiny. Jejich platinové ingoty však byly křehké a měly tendenci snadno praskat, pravděpodobně kvůli nečistotám. Po vynálezu vysoké pece (schopné udržet vysoké teploty) se podařilo vyrobit čistou roztavenou platinu pro komerční využití.

### Darmstadtium
V roce 1994 oznámili němečtí fyzici z Ústavu pro výzkum těžkých iontů v německém Darmstadtu první přípravu prvku s atomovým číslem 110.  Bombardováním izotopu olova jádry atomu niklu získali izotop 269Ds. Prvek byl pojmenován podle německého města Darmstadtu, v němž byl připraven a zasedání IUPAC v roce 2003 toto pojmenování schválilo.

## Jednotlivé prvky

### Nikl

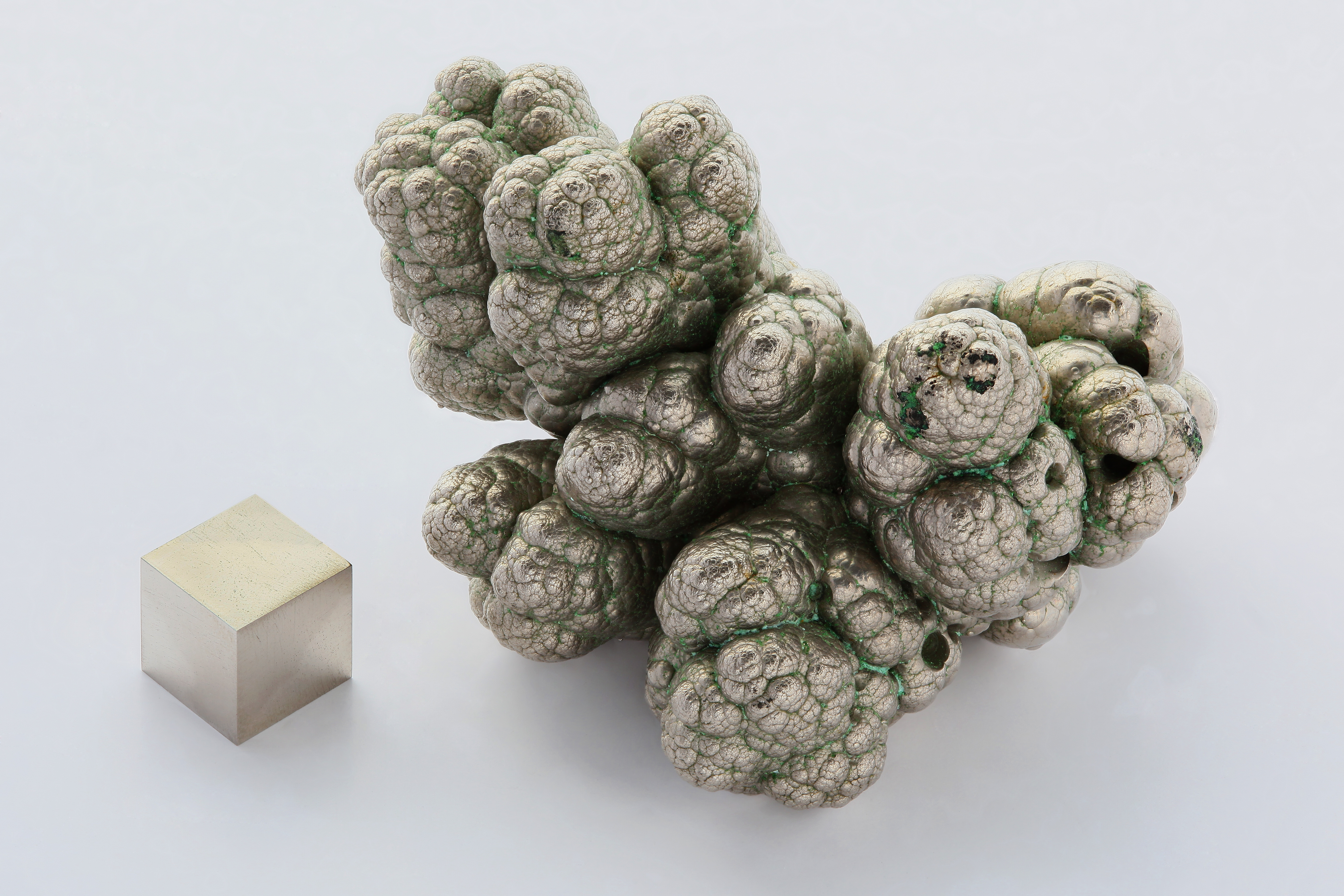
Nikl

Nikl je bílý, feromagnetický, kujný a tažný kov. Dá se výborně leštit, kovat, svářet a válcovat na plech nebo vytahovat v dráty. Slouží jako součást různých slitin a k povrchové ochraně jiných kovů před korozí. Vzhledem k jeho toxicitě je jeho praktické využití postupně omezováno.
Čistý nikl je chemicky reaktivní. Za standardních podmínek reaguje se vzduchem pomalu, protože se na povrchu tvoří pasivační vrstva oxidu nikelnatého, která zabraňuje další korozi.
Meteorický nikl se vyskytuje v kombinaci se železem, což je odrazem původu těchto prvků jako hlavních konečných produktů nukleosyntézy supernov. Předpokládá se, že směs železa a niklu tvoří vnější a vnitřní zemské jádro.

### Palladium

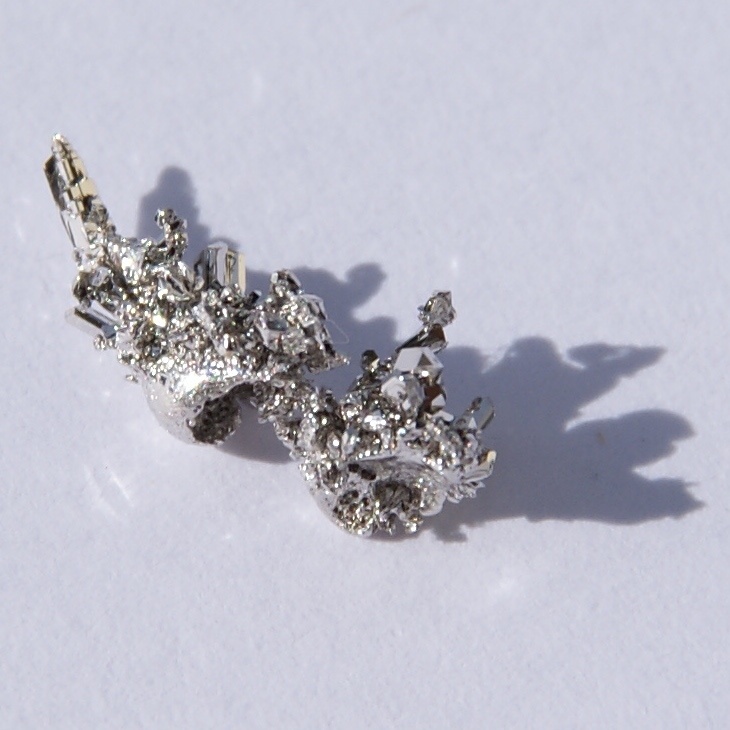
Palladium

Palladium je vzácný, lesklý a stříbřitě bílý kov. Společně s platinou, rhodiem, rutheniem, iridiem a osmiem tvoří skupinu prvků označovaných jako kovy platinové skupiny. Mají podobné chemické vlastnosti. Palladium má v této skupině nejnižší teplotu tání a hustotu.
Více než polovina zásob palladia se používá v katalyzátorech, které přeměňují až 90 % škodlivých plynů v automobilových výfukových plynech (uhlovodíky, oxid uhelnatý a oxid dusičitý) na netoxické látky (dusík, oxid uhličitý a vodní pára). Palladium je klíčovou složkou palivových článků, ve kterých vodík a kyslík reagují za vzniku elektřiny, tepla a vody. Palladium se dále používá v elektronice, stomatologii, medicíně, čištění vodíku, úpravě podzemních vod nebo šperkařství.

### Platina

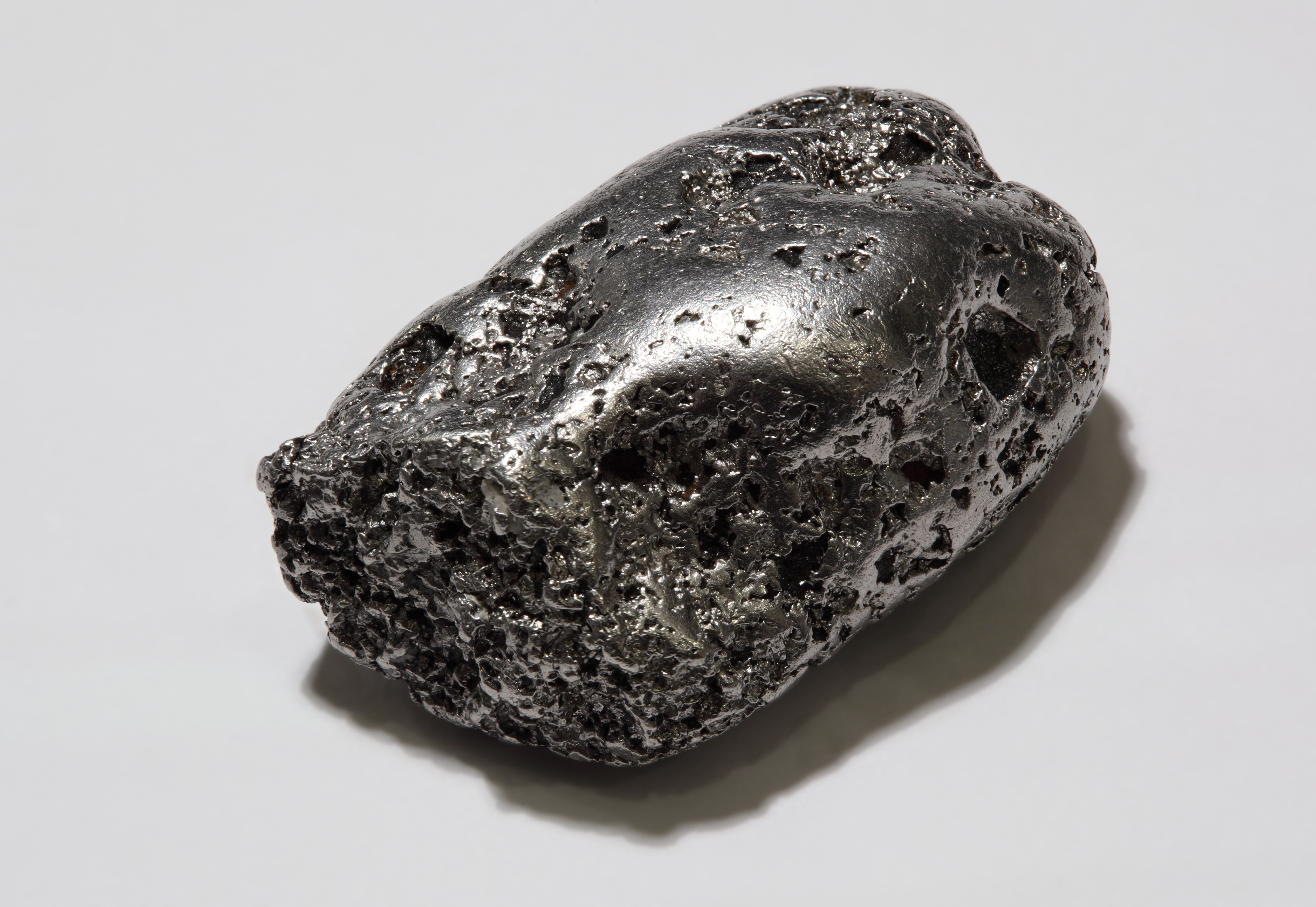
Platina

Platina je jedním z nejméně reaktivních kovů. Je považována za ušlechtilý kov, neboť má pozoruhodnou odolnost proti korozi, a to i při vysokých teplotách. Platina dala jméno platinové skupině kovů, které mají podobné vlastnosti (palladium, platina, rhodium, ruthenium, iridium a osmium).
Platina se vyskytuje v niklových a měděných rudách většinou v Jižní Africe (až 80 % světové produkce). Kvůli její vzácnosti v zemské kůře se ročně vyrobí jen několik stovek tun. Je proto vysoce ceněným drahým kovem.
Platina se používá v katalyzátorech, laboratorním vybavení, elektrických kontaktech a elektrodách, platinových odporových teploměrech, stomatologickém vybavení a špercích.
Sloučeniny obsahující platinu (například cisplatina, oxaliplatina a karboplatina) se používají v chemoterapii proti některým typům rakoviny.

### Darmstadtium
Darmstadtium je extrémně radioaktivní syntetický prvek. Nejstabilnější známý izotop darmstadtium-281 má poločas rozpadu přibližně 14 sekund. Darmstadtium by mělo mít podobné vlastnosti jako jeho lehčí homology nikl, palladium a platina. Dosud však nebyly provedeny žádné chemické experimenty, které by to potvrdily.